# Mănăstirea Sfânta Tecla din Maalula

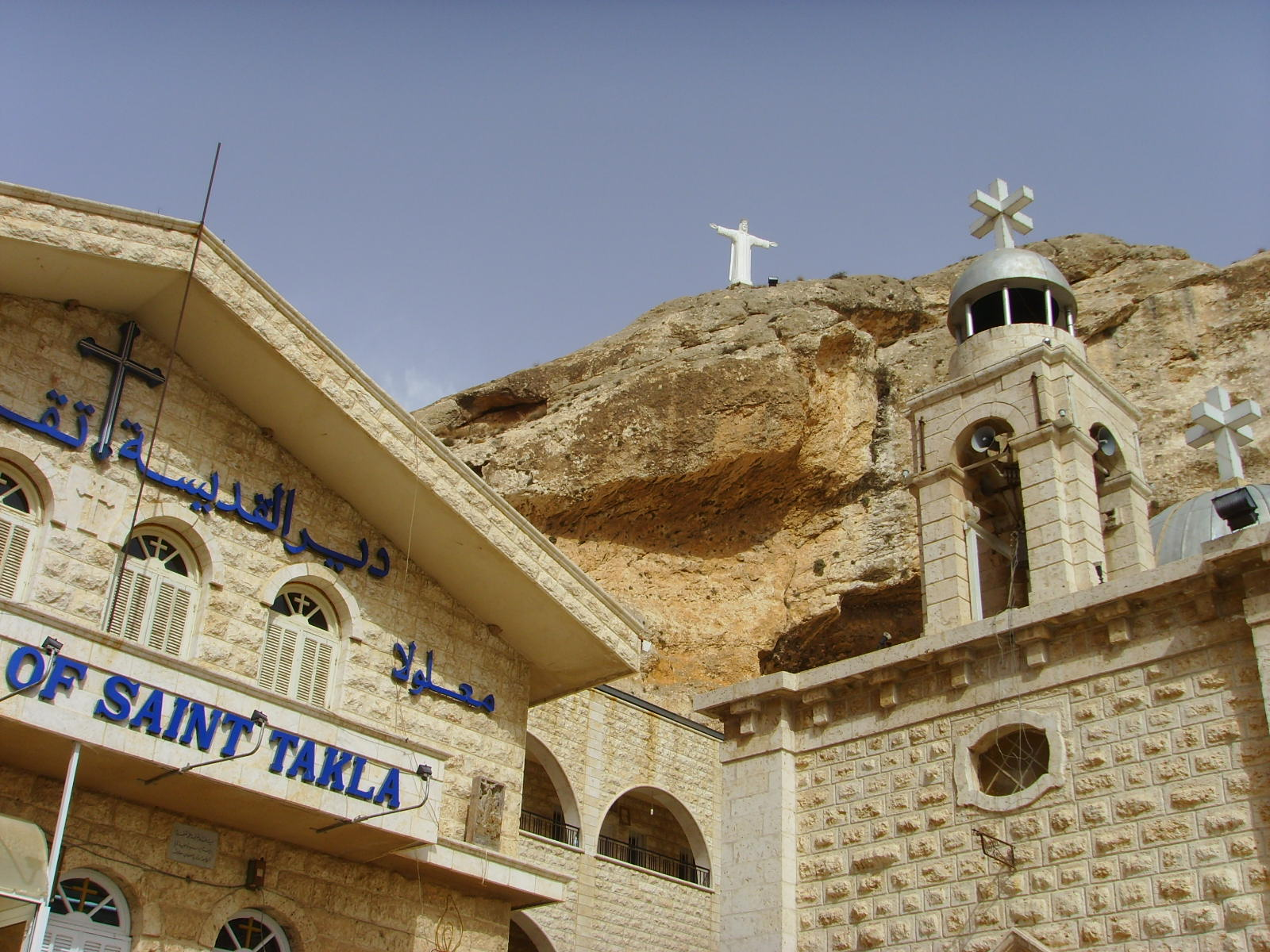
Mănăstirea Sfânta Tecla din Maalula.

Mănăstirea Sfânta Tecla (în arabă دير مار تقلا) este o mănăstire ortodoxă situată în Maalula, la nord de Damasc, în Siria.
 Acest articol despre o mănăstire este deocamdată un ciot. Puteți ajuta Wikipedia prin completarea lui !